# Kesang Chuki Dorjee
Kesang Chuki Dorjee (Kesang  Tschuki Dorji, bhutanisch སྐལ་བཟང་ཆོས་སྐྱིད་རྡོ་རྗེ; geb. 12. Juni 1976 in New York City, Vereinigte Staaten) ist eine Politikerin in Bhutan.
Sie ist seit 2015 Mitglied des Gyelyong Tshogde (Nationalrat).